# Saint-Martin-de-Queyrières
Saint-Martin-de-Queyrières is een gemeente in het Franse departement Hautes-Alpes (regio Provence-Alpes-Côte d'Azur). De plaats maakt deel uit van het arrondissement Briançon. Saint-Martin-de-Queyrières telde op 1 januari 2022 1.122 inwoners.

## Geografie
De oppervlakte van Saint-Martin-de-Queyrières bedroeg op 1 januari 2022 55,52 vierkante kilometer; de bevolkingsdichtheid was toen 20,2 inwoners per km².
De onderstaande kaart toont de ligging van Saint-Martin-de-Queyrières met de belangrijkste infrastructuur en aangrenzende gemeenten.

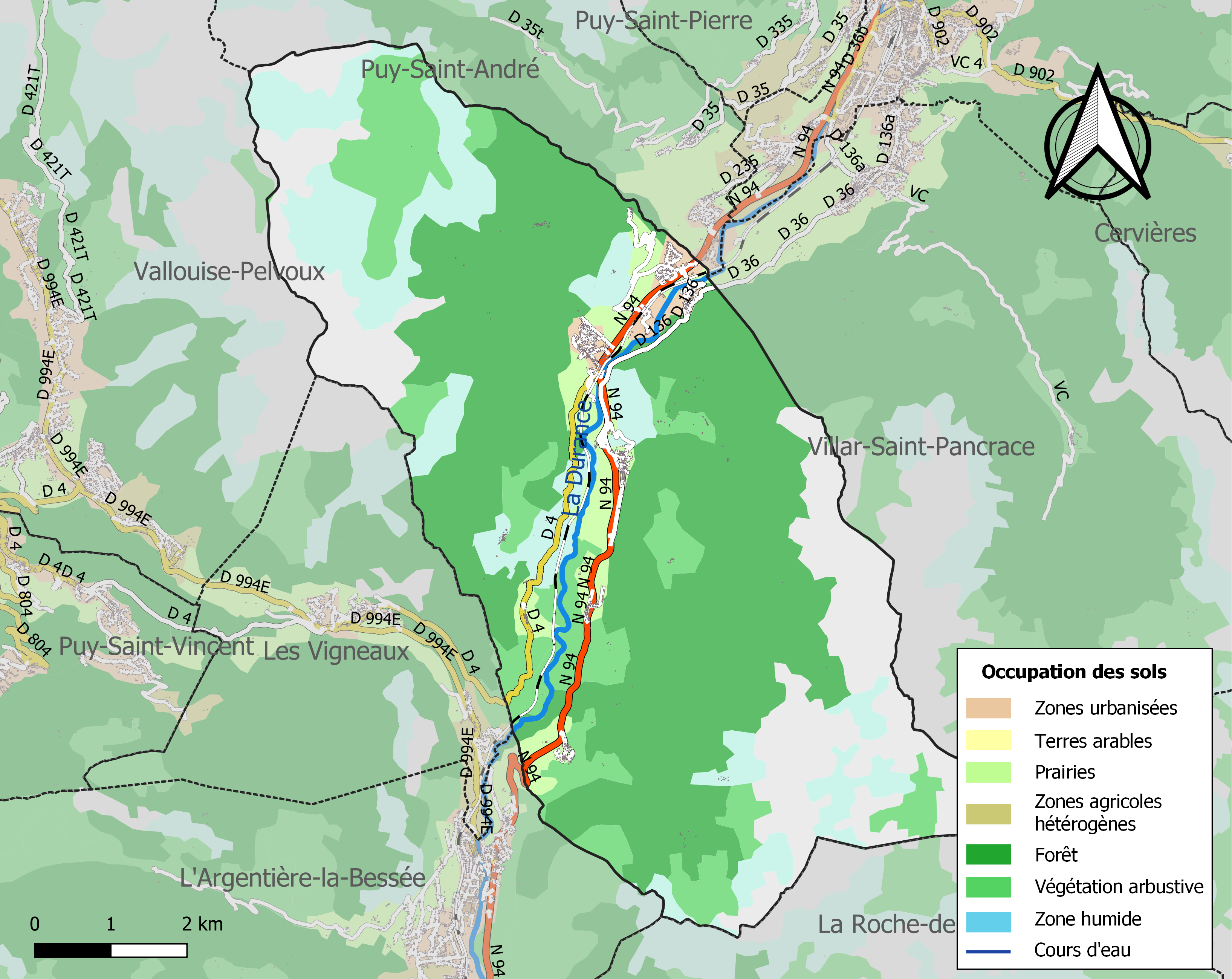

## Demografie
Onderstaande figuur toont het verloop van het inwonertal (bron: INSEE-tellingen).
Vanwege een beveiligingsprobleem met de MediaWiki Graph-software is het momenteel niet mogelijk deze grafiek weer te geven. Zodra de software is bijgewerkt zal de grafiek vanzelf weer zichtbaar worden.